# Friderik Egmontski
Friderik Egmontski (* ok. 1440; † 1521) je bil plemič iz rodu gospodov Egmontski, ki je bil gospod Ijsselsteina, grof Burenski in Leerdamski ter komorni svetnik Karla Drznega in Maksimilijana I. Habsburškega. Bil je tudi gospodar Cranendoncka in  Eindhovna.

## Življenje
Friderik je bil drugi sin Viljema IV. Egmontskega in Valburge Meurske. Skupaj z bratoma je podpiral očetova dejanja v Geldersu. Potem ko so Burgundijci osvojili vojvodino, so Frideriku dodelili pomembne funkcije. Leta 1470 postane znan, ko mu uspe skleniti dogovor, poljub, med meščani Utrechta in meščani IJsselsteina. Leta 1472 mu je umrla žena Alejda Kulenburška, ki je bila dedič gospostva Buren. Istega leta je Friderik od svojega strica Arnolda, vojvode Gelderskega, za opravljene usluge, vključno s finančno pomočjo, prejel gospostvo Buren, ki ga je Arnold osvojil leta 1453. 
Friderik se je leta 1474 odlikoval pri obleganju Neussa. Za njegove zasluge pri tem obleganju ga je Karel Drzni povzdignil v viteza. Edina Karlova hčerka, ga je zelo cenila in ga imela za svojega svetovalca. Leta 1476 je Frideriku Egmontskemu dedno podelila staro Arkelsko posest gospostvo Leerdam (Lederdam) in dežele "van der Lede". Vendar je Leerdam prišel v roke Friderika kot svobodna, neodvisna gospoščina, razen da ostaja fevd Holandije.
Leta 1478 so Friderika v Nijmegenu ujeli privrženci leto prej umrlega Adolfa Gelderskega in njegovega mladoletnega naslednika Karla ter ga tam zaprli v Valkhof za tri leta (1478–81) . Gelderski so izkoristili priložnost in osvojili Leerdam in Leerdam je bil ponovno del Geldersa. Po izpustitvi je pomagal škofu Davidu Burgundskemu v knezo-škofijski vojni (1481-83). Najprej so bili z njegovo pomočjo premagani Amersfoorterji. Leta 1482 je povzročil prenehanje obleganje IJsselsteina in ga preprečil z zbiranjem sil v Schoonhovnu. Leta 1483 pa je Utrecht zavzela vojska pod poveljstvom Friderika. V osemdesetih letih 14. stoletja je podpiral politiko Maksimilijana I. Habsburškega. Leta 1486 se je udeležil njegovega kronanja za rimskega kralja in leta 1488 je Friderik povedel vojsko, ki je vkorakala v Brugge , da bi rešila Maksimilijana, ko je bil tam zaprt.
Leta 1498 je Maksimilijan povzdignil gospoščini Buren in Leerdam v grofijo, Frideriku in sinovom in hčeram,  podelil dedna naslova »grof Burenski« in »grof Leerdamski« svetega rimskega cesarstva. Leta 1499 je bil sprejet kot "zapriseženi brat" v bratovščino »Naše ljube gospe« v 's-Hertogenboschu'.  Obleganje Franekerja leta 1500 je bila Friderikova zadnja vojaška akcija. Friderik je dobil tudi pravico do kovanje denarja. Leta 1502 je Maksimilijan dovolil Frideriku Egmontskemu, grofu Burena in Leerdama, da kuje zlatnike enake teže in vsebine kot volilni knezi na Renu, pa tudi srebrne cele, polovične in dvojne štiverje. Na eni strani je podoba Janeza Krstnika, na drugi pa grb Burena.
Grof Friderik Egmontski je umrl leta 1521, nasledil ga je sin Floris. Pokopali so ga v cerkvi v IJsselsteinu poleg prve žene.

## Poroka in otroci
Leta 1464 se je Friderik poročil z Alejdo  Culemborško (umrla 20. julija 1471), gospo iz Sint-Maartensdijka. Iz zakona z Alejdo sta se rodila dva otroka:
- Floris, grof Burenski in Leerdamski in gospod IJsselsteinski, imenovan tudi Rožnati Dunbier (1469-1539)
- Vermer Egmontsko Burenski

Leta 1502 se je ponovno poročil z Valburgo Manderscheidsko (umrla 1527).
Frederik je imel nezakonske otroke tudi z drugimi ženskami:
- Krištofel Egmontski (IJsselsteijnski)
- Viljem I. nezakonski Egmontski (umrl ok. 1532).